# The Love Route
Pour plus de détails, voir Fiche technique et Distribution.
The Love Route est un film muet américain réalisé par Allan Dwan et sorti en 1915.

## Fiche technique
- Titre : The Love Route
- Réalisation : Allan Dwan
- Scénario : Allan Dwan, d'après la pièce de Edward Peple
- Genre : Western
- Production : Famous Players Film Company
- Distribution : Paramount Pictures
- Date de sortie :
  - États-Unis : 25 février 1915

## Distribution
- Harold Lockwood : John Ashby
- Winifred Kingston : Allene Houston
- Donald Crisp : Harry Marshall
- Jack Pickford : Billy Ball
- Dick La Reno : Colonel Houston
- Juanita Hansen : Lilly Belle
- Marshall Neilan